# Neophrynichthys heterospilos
Neophrynichthys heterospilos is een straalvinnige vissensoort uit de familie van psychrolutiden (Psychrolutidae). De wetenschappelijke naam van de soort is voor het eerst geldig gepubliceerd in 2000 door Jackson & Nelson.